# Hartkopsbever

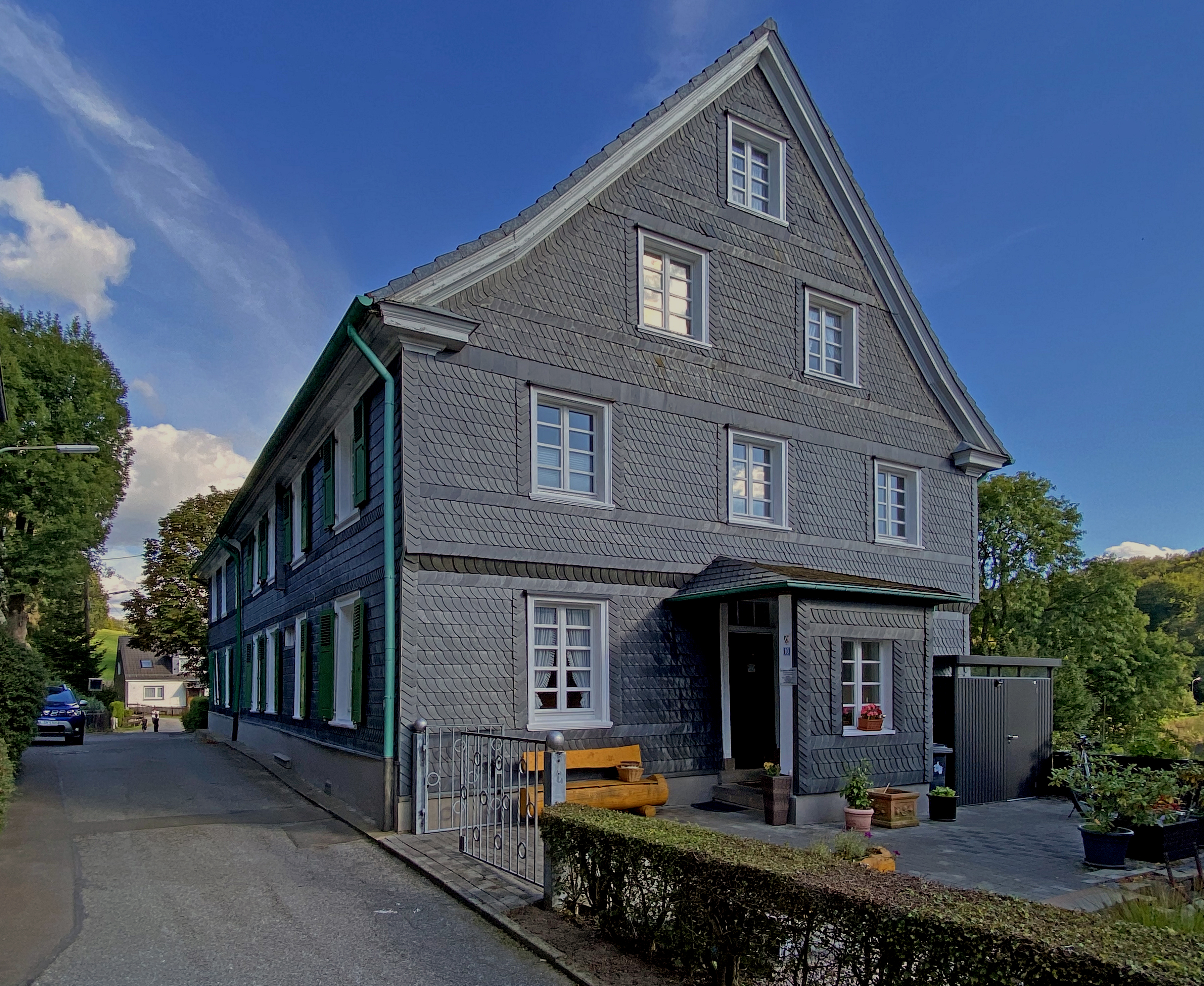
Baudenkmal Haus 10

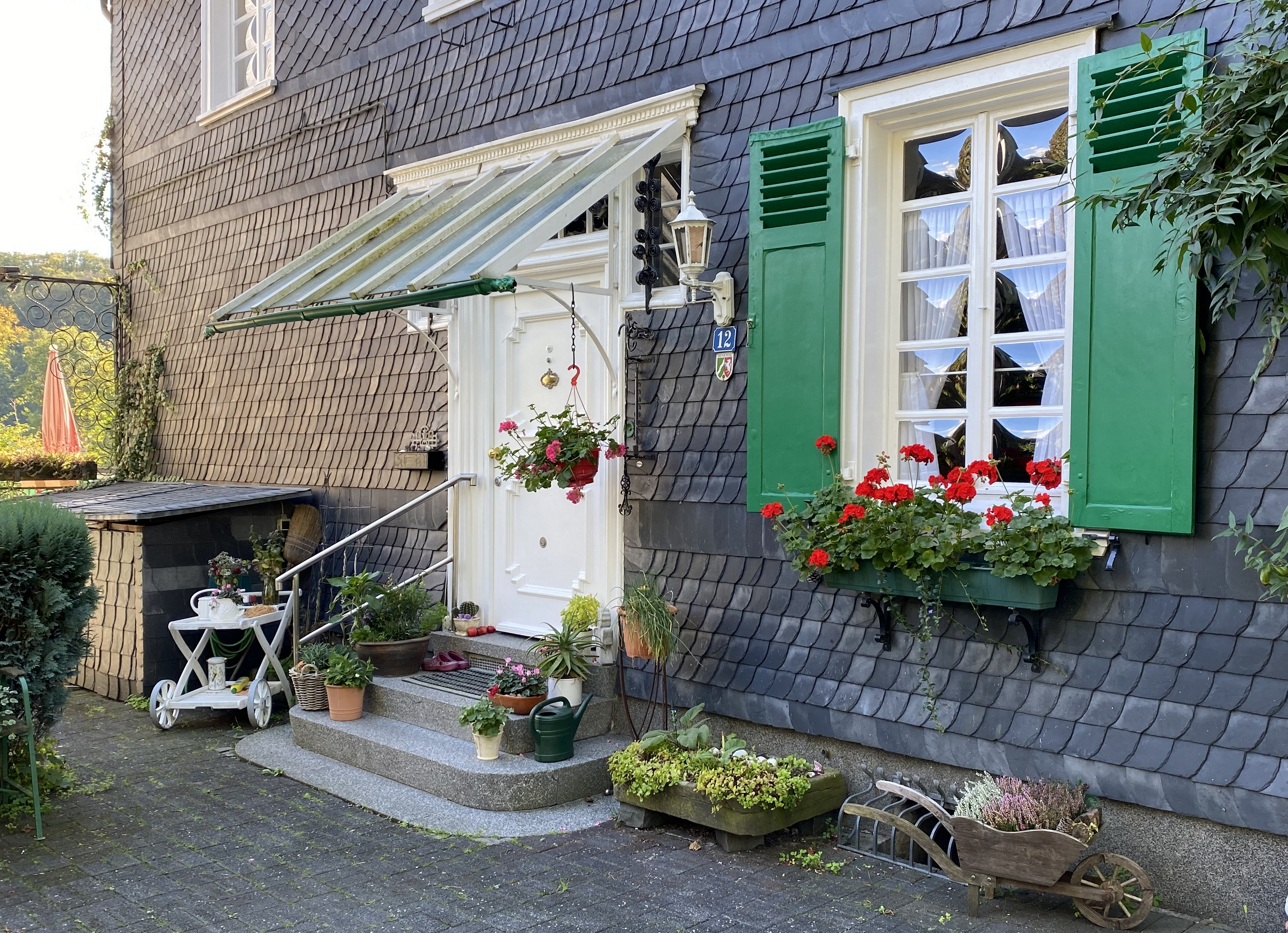
Baudenkmal Haus 12

Hartkopsbever, im frühen 19. Jahrhundert auch Philippsbever, ist eine Ortschaft in Hückeswagen im Oberbergischen Kreis im Regierungsbezirk Köln in Nordrhein-Westfalen (Deutschland).

## Lage und Verkehrsanbindung
Hartkopsbever liegt im südöstlichen Hückeswagen nahe der Bevertalsperre. Der Ort bildet ein zusammengewachsenes Siedlungsgebiet mit dem Ortsteil Kleineichen.
Nachbarorte sind Großeichen, Stahlschmidtsbrücke, Kleineichen, Tannenbaum, Steinberg, Dierl, Reinshagenbever und Heide. Der Ort liegt an der Kreisstraße K5 zwischen der Bundesstraße 237 (B237) und der Bevertalsperre.
Die zu einem kleinen Teich aufgestaute Bever fließt am Ort vorbei, bevor sie kurz darauf in die Wupper mündet.

## Geschichte
Die historische Karte Topographia Ducatus Montani aus dem Jahre 1715 zeigt einen einzelnen Hof und benennt diesen mit „Bever“. Die Karte Topographische Aufnahme der Rheinlande von 1825 zeigt an der Stelle von Hartkopsbever zwei umgrenzte Hofräume und benennt sie ebenfalls mit „Bever“. In der Preußischen Uraufnahme von 1840 bis 1844 heißt der Ort „Phillips Bewer“. Mit der topografischen Karte der Jahre 1894 bis 1896 wird der Name Hartkopsbever verwendet.
Im 18. Jahrhundert gehörte der Ort zum bergischen Amt Bornefeld-Hückeswagen. Am 5. März 1719 wurde durch den aus Cronenberg eingewanderten Hammerschmied Johann Jacob Hartkop (* 1698) im Ort ein Reckhammer an der Bever konzessioniert, ein zweiter erfolgte am 6. April 1720 und ein dritter am 1. Oktober 1744. Der dritte wurde zusammen mit seinem gleichnamigen Sohn (1718–1797) gegründet, der das Hammerwerk mit knapp 21 Jahren ganz übernahm. Aus einem 1768 umfangreich erweiterten und auch heute noch vorhandenen aber teilweise verlandeten Mühlenteich führten drei Obergräben das Wasser zu den Wasserrädern, die den Fallhammer und die Schmiedefeuergebläse antrieben. Das Rohmaterial wurde über die nah vorbei verlaufende Bergische Eisenstraße aus dem Siegerland antransportiert.
Der zweite Sohn Johann Engelbert Hartkop war 1758 der Erbauer des heute so genannten Jung-Stilling-Hauses. Das Haus war das Wohnhaus der Familie Hartkop, in dem der Augenarzt und Schriftsteller Jung-Stilling von 1762 bis 1763 als Hauslehrer arbeitete. Dessen selbst verfasste Lebensbeschreibung gibt einen Einblick in das Leben der wohlhabenden bergischen Hammerwerksbesitzerfamilie. Aufgrund der den Ort dominierenden Tätigkeiten der Familie Hartkop wurde der Ort von nun an auch Hartkopsbever genannt. Der dritte Sohn Peter Hartkop erweiterte 1768 den Hammerteich für den Betrieb aller Hammerwerke der drei Söhne.
1815/16 lebten 21 Einwohner im Ort. 1832 gehörte Hartkopsbever noch unter dem Namen Philippsbever der Berghauser Honschaft an, die ein Teil der Hückeswagener Außenbürgerschaft innerhalb der Bürgermeisterei Hückeswagen war. Der laut der Statistik und Topographie des Regierungsbezirks Düsseldorf als Kaufmannshaus und Eisenhammer kategorisierte Ort besaß zu dieser Zeit zwei Wohnhäuser, eine Mühle bzw. Fabrik und vier landwirtschaftliche Gebäude. Zu dieser Zeit lebten zwölf Einwohner im Ort, vier katholischen und acht evangelischen Glaubens.
Im Gemeindelexikon für die Provinz Rheinland werden für 1885 acht Wohnhäuser mit 103 Einwohnern angegeben. Der Ort gehörte zu dieser Zeit zur Landgemeinde Neuhückeswagen innerhalb des Kreises Lennep. 1895 besitzt der Ort acht Wohnhäuser mit 97 Einwohnern, 1905 neun Wohnhäuser und 71 Einwohner.

## Sehenswürdigkeiten
In Hartkopsbever befinden sich denkmalgeschützte Stein- und Fachwerkhäuser, unter anderen das Jung-Stilling-Haus.

## Wander- und Radwege
Folgende Wanderwege führen durch den Ort oder an ihm vorbei:
- Der Bezirkswanderweg ◇6 (Wupperweg) des SGV-Bezirks Bergisches Land
- Die Straße der Arbeit des SGV-Bezirks Bergisches Land
- Der Hückeswagener Rundweg O
- Der Ortswanderweg △ von Elberhausen zum Goldenbergshammer
- Der Ortsrundwanderweg A4

Durch den Ort verläuft die Radroute Wasserquintett, ein Projekt im Rahmen der Regionale 2010.

## Sonstiges
Das Kinderbuch Das alte Haus auf Hartkopsbever von Carola Lepping mit Illustrationen von Ilse Noor beschreibt das Leben in Hartkopsbever im Lauf der Jahreszeiten.